# Orilka, Novomoskovsk
Orilka (în ucraineană Орілька) este un sat în comuna Kernosivka din raionul Novomoskovsk, regiunea Dnipropetrovsk, Ucraina.

## Demografie
Componența lingvistică a localității Orilka
     Ucraineană (93,23%)
     Rusă (6,77%)
Conform recensământului din 2001, majoritatea populației localității Orilka era vorbitoare de ucraineană (93,23%), existând în minoritate și vorbitori de rusă (6,77%).